# لیپودیستروفی نسبی خانوادگی دانیگان
لیپودیستروفی نسبی خانوادگی دانیگان (انگلیسی: Dunnigan familial partial lipodystrophy) یک اختلال ژنتیکی نادرِ مقاومت به انسولین است که با ازدست رفتنِ چربیِ زیرپوستی در دست و پاها، نیم‌تنه و نشیمنگاه همراه است. برخی از نشانه‌ها و اختلالات همراه با این بیماری عبارتند از: چاقی مرکزی، هایپرانسولینمی، دیابت (معمولاً نوع دوم)، دیس‌لیپیدمی، فشار خون بالا، تصلب شرایین زودرس.  احتمال بروز کبد چرب هم وجود دارد.
این بیماری ناشی از جهش در ژن LMNA است که مسئولِ ساختِ لامین‌های نوع A و C است.